# Altazymut
Altazymut (łac. alt(itudo) - wysokość + azymut) – przyrząd do pomiarów astronomiczno-geodezyjnych używany w XVIII i XIX w. Urządzenie to miało za zadanie pomiar wysokości azymutów ciał niebieskich.